# Magnistipula cuneatifolia
Magnistipula cuneatifolia là một loài thực vật có hoa trong họ Cám. Loài này được Hauman mô tả khoa học đầu tiên năm 1951.